# Sdružený les
Les sdružený je označení pro les, který vzniká kombinací lesa výmladkového a vysokokmenného. Můžeme se s ním setkat na pasekách holosečí jako výsledek přirozené sukcese paseky, v případě intenzivního způsobu hospodaření v lese, nebo v lesích, kde se hospodaří extenzivním způsobem. Tyto lesy se tedy vznikají jak náletem dřevin (les vysokokmenný), tak i výmladky z pařezů a kořenů (les výmladkový).